# 长毛雀舌木
长毛雀舌木（学名：Leptopus esquirolii var. villosus）为大戟科雀舌木属下的一个变种。

## 扩展阅读
- 維基物種上的相關：长毛雀舌木